# OnLive
OnLive è stato un sistema di distribuzione videogiochi on demand rental (dove i giochi possono essere solo noleggiati per un determinato periodo di tempo che varia da pochi giorni fino ad un massimo di tre anni) annunciato al GDC 09. Il servizio era simile al cloud computing applicato ad un gioco che viene computerizzato, renderizzato e memorizzato on line. Il servizio è stato compatibile con macOS basati su Intel o PC con sistema operativo Windows XP, Vista o 7, e poteva trasmettere i videogiochi in streaming sulla MicroConsole OnLive collegata al televisore, o su dispositivi Android tramite l'apposita app.
Fu annunciato che Electronic Arts, Take-Two, Ubisoft, Epic Games, Atari, Codemasters, THQ, Warner Bros., 2D Boy e Eidos Interactive firmarono un accordo per rendere i loro videogiochi disponibili sulla piattaforma. Il servizio è stato in fase di Beta fino al 17 giugno 2010. Il servizio è stato chiuso ufficialmente il 30 aprile 2015 e gran parte dei brevetti acquisiti da Sony.

## Descrizione
Richiedeva una connessione a banda larga minima di 1.5 Mbps per la risoluzione SD e 5 Mbps per la risoluzione HD. Era disponibile sia un servizio in abbonamento mensile, con una libreria a disposizione e la possibilità di utilizzare i giochi compatibili presenti nel proprio account Steam, sia l'acquisto di singoli titoli tramite il Digital Delivery di OnLive.
Per usufruire dei titoli, bisognava essere sempre connessi ad internet, vista la natura del servizio.
Il prezzo dei singoli giochi variava tra i 9.99 e i 49.99 dollari. Prima di acquistarli era inoltre possibile provarli per un periodo di tempo limitato (30/60 minuti).
L'amministratore delegato era Steve Perlman, conosciuto per QuickTime, WebTV, ed altre ventures all'avanguardia.